# Богуславський гідролого-гідрохімічний стаціонар Київського університету

Проміри глибин Росі з доцентом С. С. Дубняком, 2011 рік

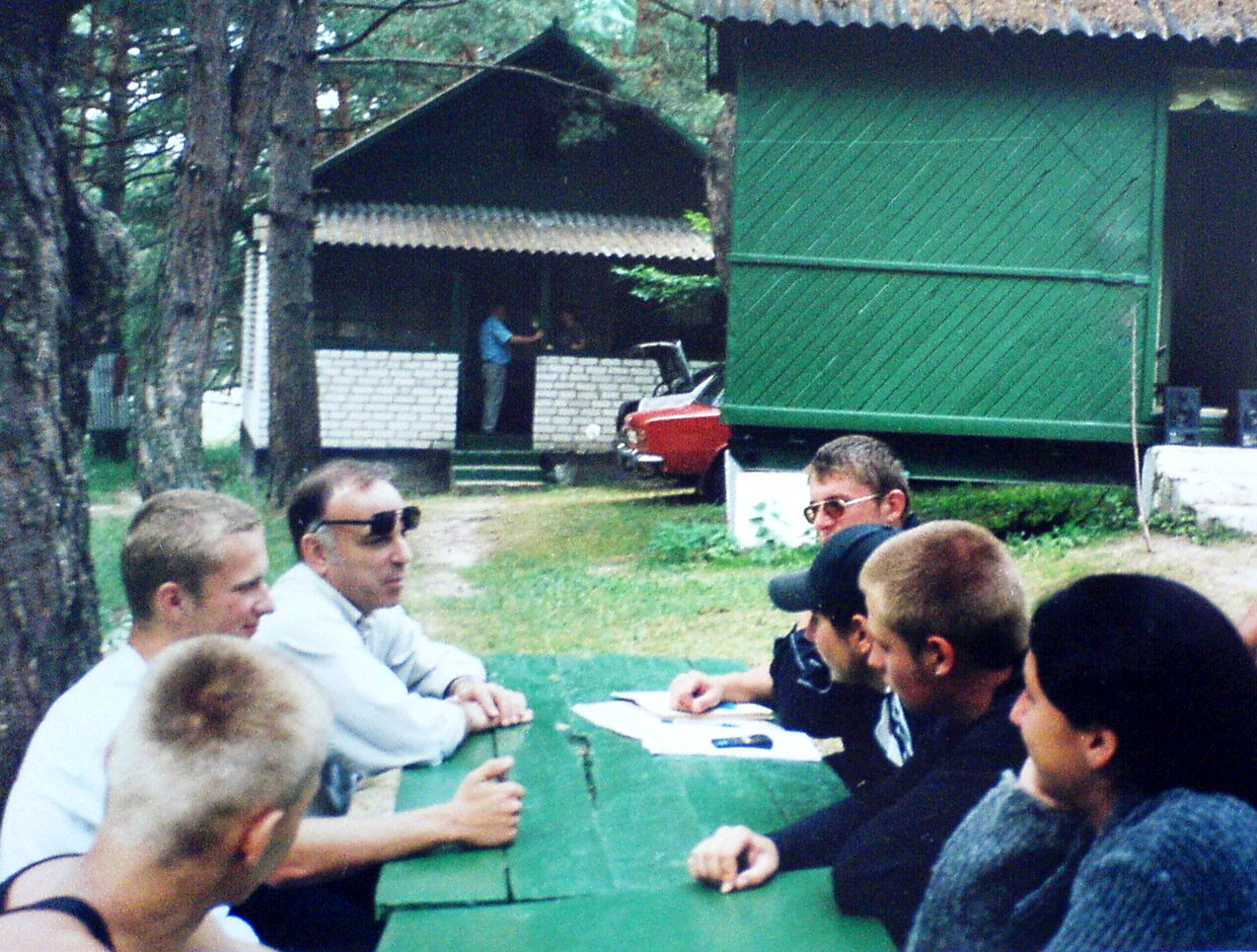
Завідувач кафедри гідрології та гідроекології, професор В. К. Хільчевський ділиться результатами наукових досліджень з гідрології та гідрохімії на Богуславському стаціонарі зі студентами 2-го курсу, 2003 рік

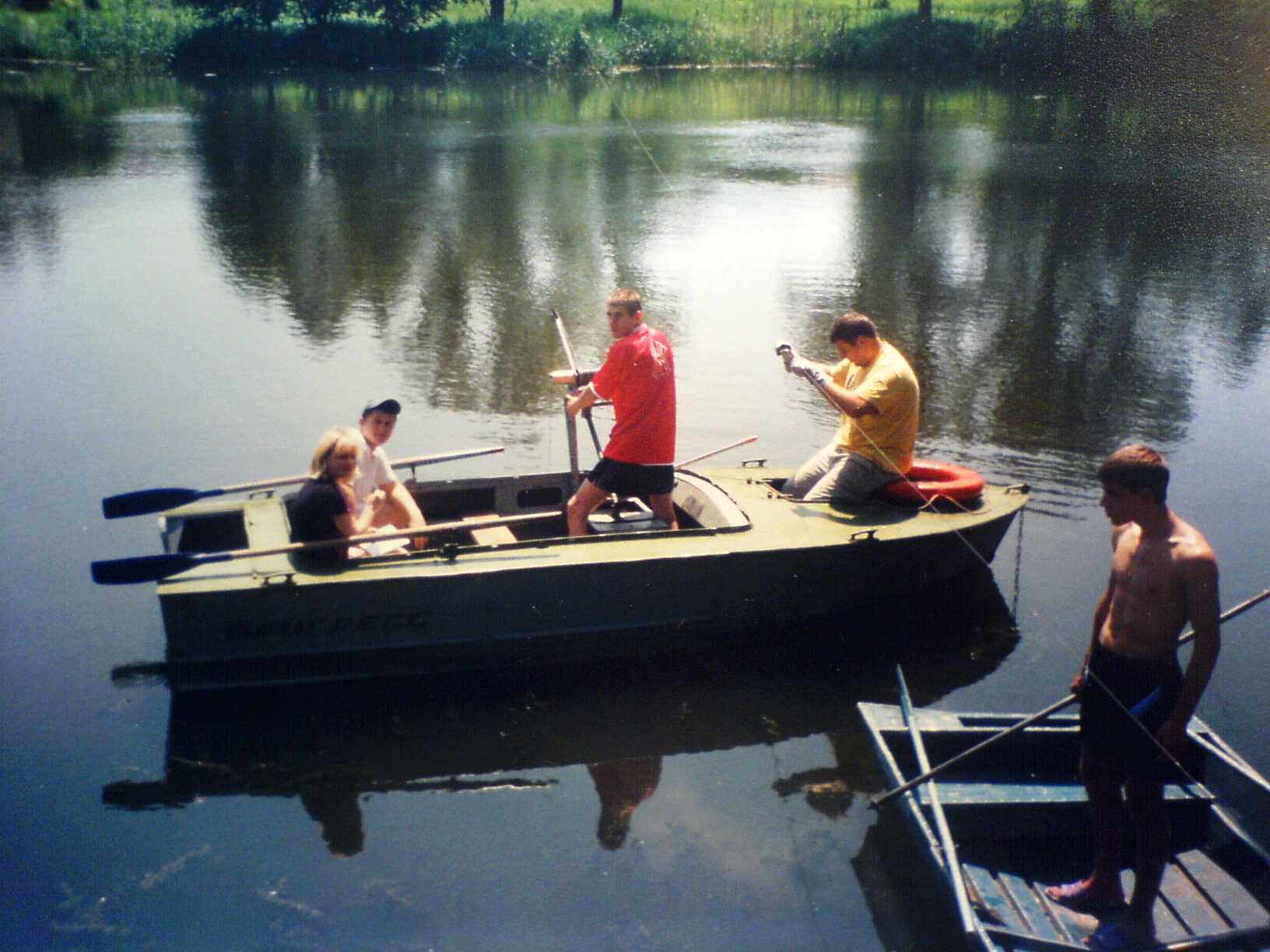
Гідрологічні дослідження річки Рось

Богуславський гідролого-гідрохімічний стаціонар  Київського національного університету імені Тараса Шевченка — науково-навчальний підрозділ у місті Богуслав на річці Рось. Використовується для проведення літніх навчальних практик з гідрометрії та польової гідрохімії студентів 2-го курсу кафедри гідрології та гідроекології географічного факультету університету і проведення експериментальних науково-дослідницьких робіт з гідрології та гідрохімії на малих водозборах (наказ ректора № 99 від 12 лютого 1981 року).
Засновано стаціонар 1981 року за ініціативи завідувача кафедри гідрології і гідрохімії (з 2002 року — кафедра гідрології та гідроекології), доктора географічних наук, професора, заслуженого діяча науки і техніки України В. І. Пелешенка.

## Наукові дослідження
У 1985 році науковим керівником гідрологічних і гідрохімічних досліджень на стаціонарі було призначено старшого наукового співробітника проблемної науково-дослідної лабораторії гідрохімії, кандидата географічних наук В. К. Хільчевського, який з 2000 року став завідувачем кафедри гідрології та гідроекології.
За матеріалами гідрологічних та гідрохімічнихдосліджень річкових вод Росі, малих водозборів (річки Бутеня, Богуславка), поверхнево-схилового стоку (улоговини на полях, в лісі, стокові майданчики), проб атмосферних опадів в районі стаціонару було розроблено методики з оцінки впливу агрохімічних засобів на якість річкових вод, отримано нові дані по вмісту і режиму головних іонів, біогенних речовин і мікроелементів у водах поверхнево-схилового стоку.
Підготовлено і захищено співробітниками університету кандидатські та докторські дисертації за спеціальністю 11.00.07 — гідрологія суші, водні ресурси, гідрохімія (С. І. Сніжком, В. В. Гребнем , В. К. Хільчевським, В. І. Осадчим). Матеріали досліджень на БГГС використані при написаані кількох монографій, публікуються в науковому збірнику «Гідрологія, гідрохімія і гідроекологія».
Наукові дослідження виконуються у співдружності із вченими Українського науково-дослідного гідрометеорологічного інституту.

## Навчальна практика

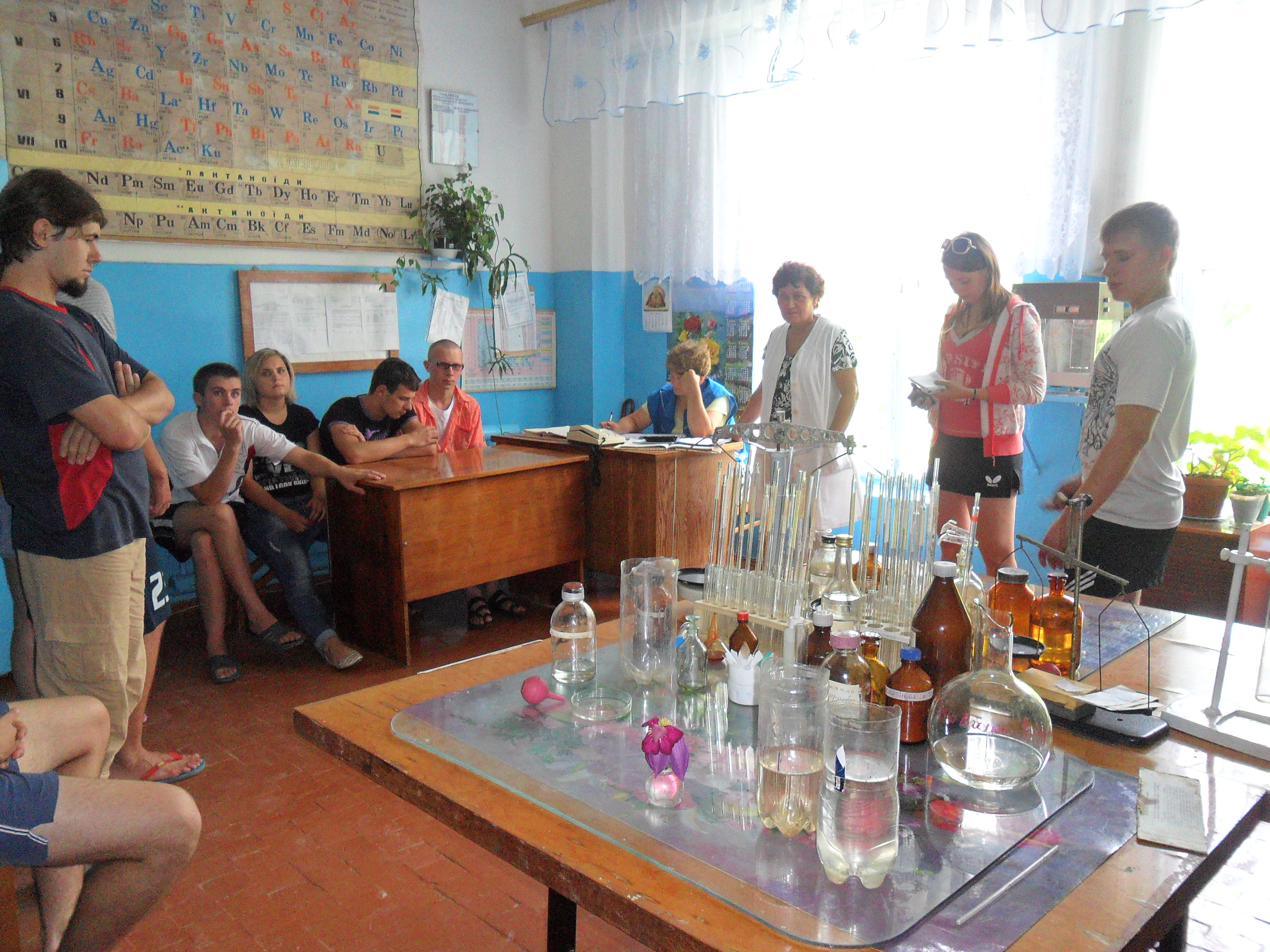
Студенти 2-го курсу кафедри гідрології та гідроекології в гідрохімічній лабораторії Богуславської водопровідної станції вивчають якість питної води, 2011 рік

Навчальна гідрометрична практика студентів 2-го курсу кафедри гідрології та гідроекології географічного факультету Київського національного університету імені Тараса Шевченка передбачає закріплення знань, які викладаються в лекційному курсі «Гідрометрія»: отримання студентами навичок з виконання промірів глибин у поперечнику річки Рось, вимірювання швидкості течії, розрахунків витрат води річки, спостереження за температурою води річки.
Навчальна польова гідрохімічна практика студентів 2-го курсу кафедри гідрології та гідроекології передбачає закріплення знань, які викладаються в лекційному курсі «Основи гідрохімії»: отримання навичок з відбору та маркування проб води, визначення хімічного складу різних типів природних вод (річкових — річки Рось, підземних — в колодязях, атмосферних опадів), проведення гідрохімічної зйомки ділянки Росі; ознайомлення з роботою водопровідної станції м. Богуслав та споруд з очищення міських стічних вод.
Понад 20 років з початку заснування Богуславського гідролого-гідрохімічного стаціонару керував практикою студентів гідрологів і гідрохіміків доцент М. Г. Галущенко, продовжують цю роботу доценти С. С. Дубняк, В. М. Савицький.На стаціонарі проходять практику також студенти кафедри геодезії і картографії географічного факультету університету, в попередні роки — студенти кафедри метеорології і кліматології, курсанти-картографи університету Військового інституту Київського університету.